# Česká Lípa město
Česká Lípa město je bývalé městské nádraží nacházející se v České Lípě. Je vzdáleno přibližně 1 km od hlavního nádraží. Bylo postaveno v roce 1898 a zrušeno v roce 1989. V současné době chátrá a plánuje se jeho asanace. Nádražím procházela jediná a dnes zrušená trať 086 z hlavního nádraží do Vlčího Dolu, která je od roku 1989 přeložena v nové trase. Od roku 1898 do roku 1989 bylo nádraží průjezdné a od roku 1989 do 2017 hlavové.

## Historie

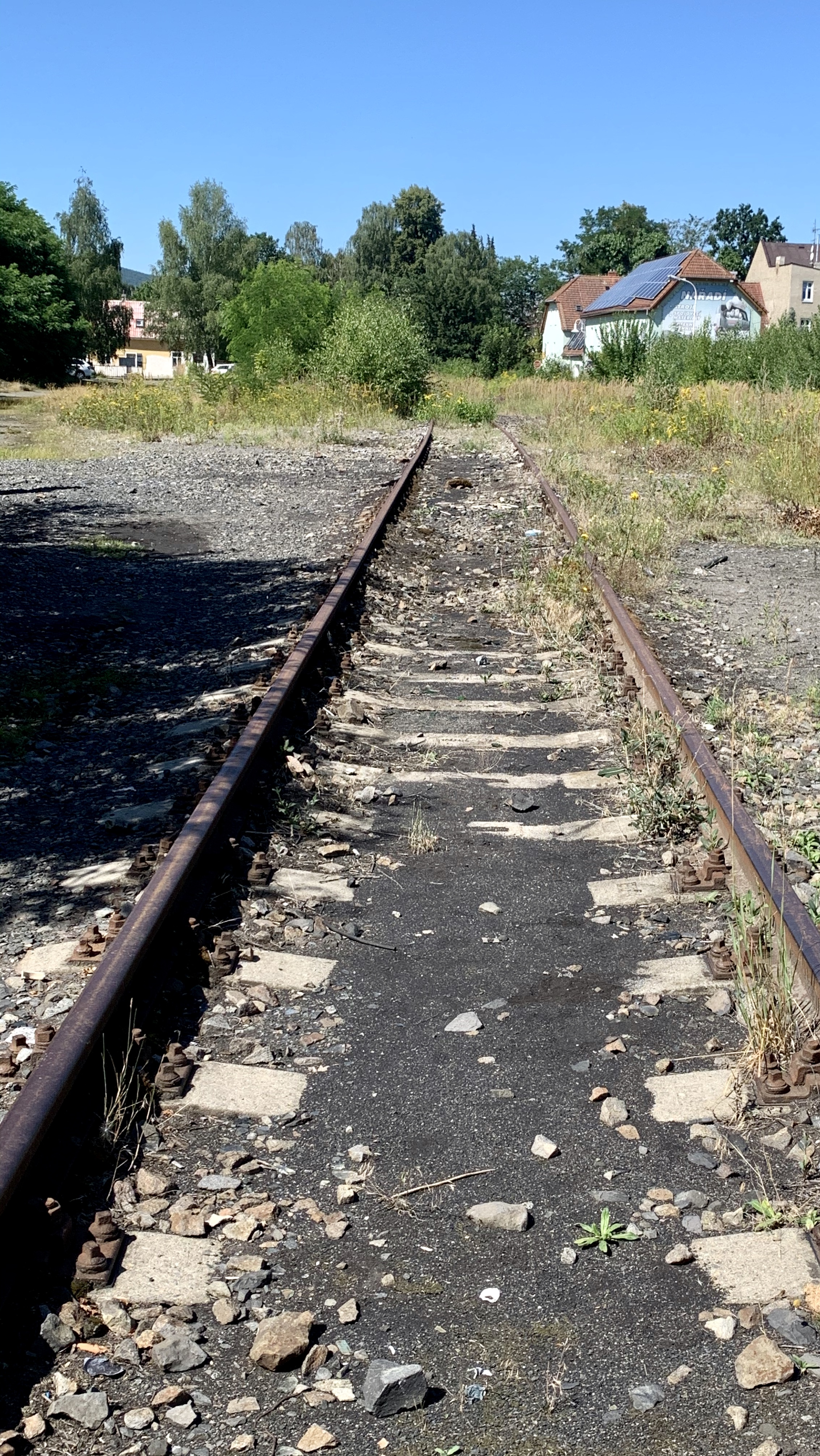
Jedna ze zbylých kolejí v areálu nádraží

Budova pozdějšího městského nádraží byla postavena na rozlehlé louce mezi Českou Lípou a Svárovem roku 1898. Nádraží bylo českolipskou stanicí severočeské transverzální dráhy společnosti ATE (v překladu Ústecko-teplická dráha). Provoz zde byl zahájen 14. prosince 1898. V 70. letech byla budova nádraží zrekonstruována a byly odstraněny secesní prvky. V tomto stavu zůstala bez sebemenší opravy dodnes. V květnu 1989 byla dokončena přeložka tratě a stará trať začala pozbývat smyslu.[zdroj?]
Poslední pravidelný vlak jel z městského nádraží 27. května 1989. Od 28. 5. se již jezdilo po 6,21 km dlouhé přeložce mezi českolipským hlavním nádražím a obcí Vítkov. Z městského nádraží se stalo pouze nákladní nádraží a provoz pomalu zanikal. Pravidelná služba zde skončila v květnu 1997 a status nádraží mělo do roku 2000. Nádraží naposledy sloužilo v roce 2017 jako sklad při rekonstrukci hlavního nádraží. Od té doby provoz navždy utichl. Majetkem budovy jsou České dráhy. Poté, co byly v roce 2017 sneseny koleje a zrušen přejezd v ulici 5. května, nádraží není už ani hlavové a vlak tam nemůže zajet ani teoreticky.[zdroj?]

## Současnost

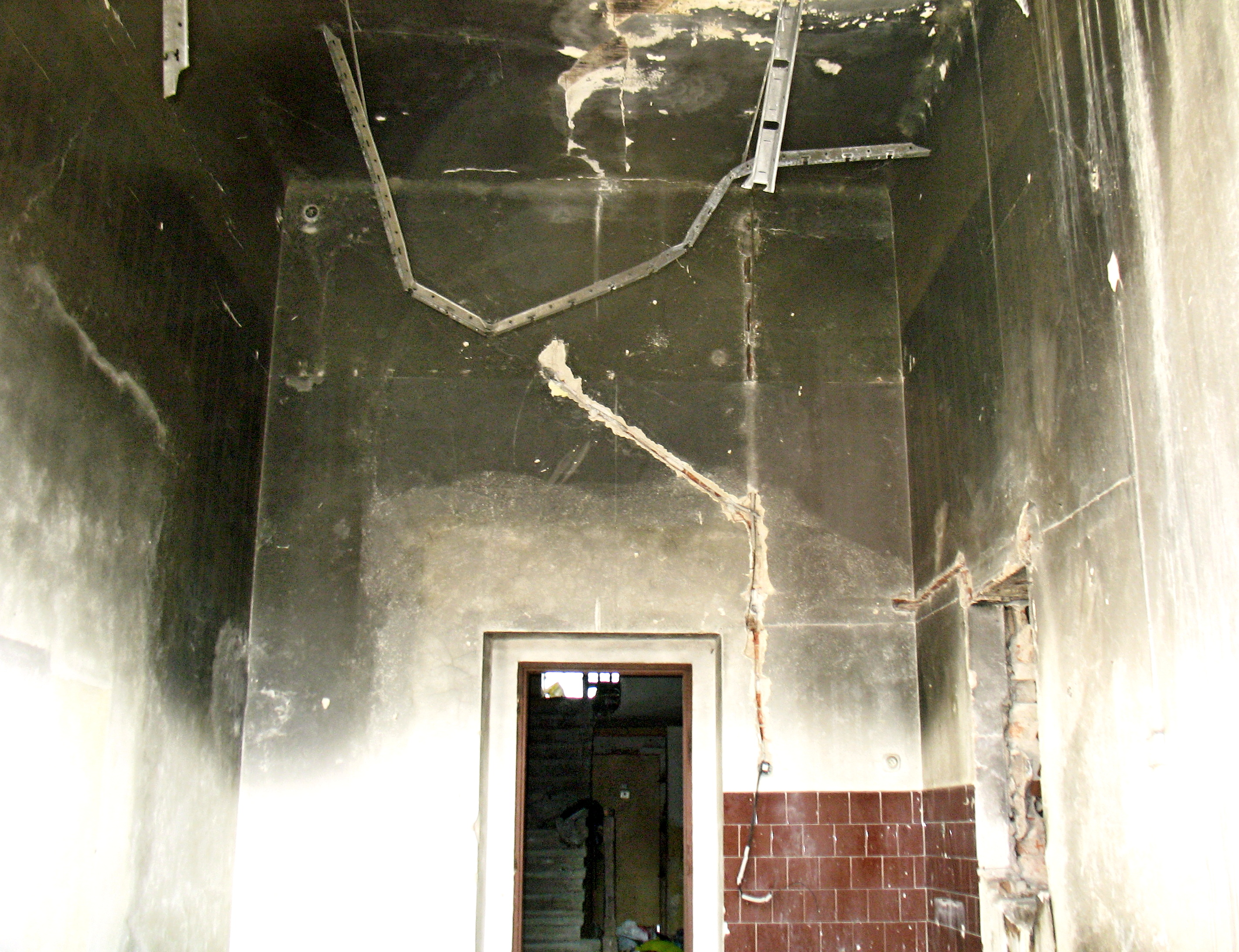
Nahlédnutí do interiéru

V současné době je nádraží zcela mimo provoz a čeká na asanaci. V roce 2017 byly vytrhané skoro všechny koleje i spojka do hlavního nádraží. A tak je bývalé nádraží odpojeno od železniční sítě a žádný vlak se již na nádraží nedostane. Přejezdy v ulicích 5. května a Partyzánská byly zrušeny a posléze zaasfaltovány a bezpečnostní rampy odstraněny. Budova nádraží značně zchátrala (vymlácená a zabedněná okna) a byla  obývána bezdomovci či narkomany. Celý areál byl zamořen odpadem a zarostl plevelem. V areálu se dosud zachovalo pár slepých kolejí.[zdroj?]
V říjnu 2024 bylo na základě výběrového řízení rozhodnuto, že asanaci areálu bývalého městského nádraží provede firma AZ Demolice. V rámci zakázky v hodnotě 3,3 milionů korun měla být provedena demolice budovy do hloubky třiceti centimetrů pod úrovní terénu a zasypány sklepní prostory. Plocha měla být upravena zatravněním.